# Wólka Ołudzka
Wólka Ołudzka – wieś w Polsce położona w województwie śląskim, w powiecie zawierciańskim, w gminie Szczekociny.
Wieś w końcu XVI wieku była własnością klasztoru bożogrobców w Miechowie. W latach 1975–1998 miejscowość administracyjnie należała do województwa częstochowskiego.

## Nazwa
Miejscowość była wzmiankowana w formach Wolicza (1395), Wolica (1680), Wola Ołudzka (1748-49), Wólka (1763), Wolka Ołudzka (1787), Wola Ołudzka albo Wólka (1893), Wola Ołudzka (1900), Wólka Ołudzka (1921). Jest to nazwa kulturalna; wola oznaczała czasowe uwolnienie osadników zakładających nową osadę od czynszów i od robocizny. Człon odróżniający (Ołudzka) od położenia w pobliżu Ołudzy.

## Integralne części wsi
| SIMC    | Nazwa          | Rodzaj     |
| ------- | -------------- | ---------- |
| 0146643 | Młynek         | część wsi  |
| 0146650 | Przy Moście    | część wsi  |
| 0146666 | Wolskie Piaski | przysiółek |